# Hasse Jeppson
Hasse Jeppson  (Kungsbacka, 1925. május 10. – Róma, Olaszország, 2013. február 21.) világbajnoki bronzérmes svéd labdarúgó, csatár.

## Pályafutása

### Klubcsapatban
1946 és 1947 között az Örgryte, 1948 és 1951 között a Djurgården labdarúgója volt. Az 1950–51-es szezonban a bajnokság gólkirálya lett. 1951-ben egy rövid ideig az angol Charlton Athletic csapatában szerepelt, majd még ebben az évben Olaszországba szerződött. Egy idényen át az Atalanta BC együttesében játszott és a szezon legjobb játékosa lett. 1952 és 1956 között az SSC Napoli, az 1956–57-es idényben a Torino FC játékosa volt.

### A válogatottban
1949 és 1950 között 12 alkalommal szerepelt a svéd válogatottban és kilenc gólt szerzett. Tagja volt az 1950-es brazíliai világbajnokságon bronzérmet szerzett csapatnak.

## Sikerei, díjai
Svédország
- Világbajnokság
  - bronzérmes: 1950, Brazília

 Djurgården
- Svéd bajnokság
  - gólkirály: 1950–51

 Atalanta BC
- Olasz bajnokság
  - az idény játékosa: 1951–52